# Matanza Inc
Matanza Inc é uma banda brasileira de hardcore formada em 2019, constituída pelos ex-integrantes do extinto grupo Matanza, Marco Donida, Maurício Nogueira, Dony Escobar e Jonas Cáffaro, menos o vocalista Jimmy London, função que ficou a cargo de Vital Cavalcante. Desde 2024, sua formação consiste do vocalista Daniel Pacheco, Marcelo Massa no baixo e Marcos Williams na bateria, sendo que somente o guitarrista Marco Donida permanece da primeira formação.

## História
Em maio de 2018, o Matanza anunciou que encerraria suas atividades em outubro do mesmo ano após 22 anos devido a "questões pessoais que precisam ser atendidas, possibilidades profissionais que precisam ser contempladas e necessidades artísticas que (...) levam à [sic] caminhos distintos".
No dia 11 de janeiro de 2019, os ex-integrantes, sem o vocalista Jimmy London, anunciaram a criação do Matanza Inc, com o vocalista Vital Cavalcante.
Em maio de 2019, lançam Crônicas do Post Mortem: Um Guia para Demônios e Espíritos Obsessores, álbum que saí em vinil e CD, no Brasil e na Europa.
Em agosto de 2019, se apresentam no 25º Goiânia Noise Festival, ao lado de Odair José e as bandas Ratos de Porão, Surra, Mulamba, Ação Direta e Mustache & Os Apaches.
No mesmo mês, lançam o videoclipe de “As Muitas Maneiras de Arruinar a Sua Vida”, segundo single de trabalho do primeiro álbum.
Em 10 de junho de 2022, lançam o seu segundo álbum, Retórica Diabólica. O lançamento foi precedido por um single para a música “Tudo Destruído”, disponibilizado em 27 de maio, que também virou videoclipe. Em fevereiro de 2023, o álbum sai em versão LP em edição limitada.
Em 2024 Vital Cavalcante, Dony Escobar e Jonas Cáffaro deixaram a banda, levando a um curto período de hiato. No mesmo ano, a banda retorna agora com Daniel Pacheco nos vocais, Marcelo Massa no baixo e Marcos Williams na bateria, acompanhando Donida que passa a ser o único membro da formação original do Matanza e do Matanza Inc ainda na banda.
Em outubro de 2024 a banda lança o primeiro single dessa formação, "Presença Nefasta", que antecede um pretendido futuro EP chamado Obscurantista.

## Integrantes

#### Formação atual
- Daniel Pacheco – vocais (2024–atualmente)
- Marco Donida – guitarra (2019–atualmente)
- Marcelo Massa – baixo (2024–atualmente)
- Marcos Williams – bateria (2024–atualmente)

#### Ex-integrantes
- Maurício Nogueira – guitarra (2019–2020)
- Vital Cavalcante – vocais (2019–2024)
- Dony Escobar – baixo (2019–2024)
- Jonas – bateria (2019–2024)

## Discografia

#### Álbuns de estúdio
- (2019) Crônicas do Post Mortem: Um Guia Para Demônios e Espíritos Obsessores
- (2022) Retórica Diabólica